# Leptocaris trisetosus
Leptocaris trisetosus är en kräftdjursart som först beskrevs av Kunz 1935.  Leptocaris trisetosus ingår i släktet Leptocaris och familjen Darcythompsoniidae. Arten är reproducerande i Sverige. Inga underarter finns listade i Catalogue of Life.